# Final de la Copa del Rey de fútbol 2009-10
La Final de la Copa del Rey de fútbol 2009-10 fue la 106.ª del torneo desde su establecimiento. El partido lo disputaron el Atlético de Madrid y el Sevilla Fútbol Club, el 19 de mayo de 2010 en el Camp Nou de Barcelona. El Sevilla se impuso por 0–2 al Atlético de Madrid, alzándose con su quinto título copero.
La plantilla del Sevilla FC, celebró la victoria por las calles de la ciudad hispalense en un autobús descapotable, desde el Ramón Sánchez-Pizjuán hasta la Plaza de España.

## Camino a la final
| Atlético Madrid      | Atlético Madrid | Atlético Madrid     | Round            | Sevilla             | Sevilla           | Sevilla             |
| -------------------- | --------------- | ------------------- | ---------------- | ------------------- | ----------------- | ------------------- |
| Oponente             | Resultado       | Global              |                  | Oponente            | Resultado         | Global              |
| Marbella             | 8–0             | 2–0 fuera; 6–0 casa | Dieciseisavos    | Atlético Ciudad     | 9–3               | 4–2 fuera; 5–1 casa |
| Recreativo de Huelva | 5–4             | 5–1 casa; 0–3 fuera | Octavos de final | Barcelona           | 2–2 (Goles fuera) | 0–1 casa; 2–1 fuera |
| Celta de Vigo        | 2–1             | 1–1 casa; 1–0 fuera | Cuartos de final | Deportivo La Coruña | 3–1               | 0–1 casa; 3–0 fuera |
| Racing de Santander  | 6–3             | 4–0 casa; 2–3 fuera | Semifinal        | Getafe              | 2–1               | 2–0 fuera; 0–1 casa |

## Partido
El Sevilla se proclamó campeón de la Copa del Rey al derrotar al Atlético de Madrid por 0-2 gracias a los goles de Diego Capel y Jesús Navas al último minuto. El partido fue totalmente controlado 
por el Sevilla FC ante un  Atlético Madrid que siempre fue a remolque aunque también tuvo sus ocasiones de gol, obligando a Palop a emplearse a fondo varias veces. En cualquier caso la defensa sevillista estuvo impecable durante todo el partido. Asimismo, la dupla entre Renato y Didier Zokora en el mediocampo Fueron los mejores de un Sevilla que mantuvo a raya durante los 90 minutos de juego a los rojiblancos. Las figuras del Atleti, Diego Forlán y Sergio "Kun" Agüero estuvieron apagados y no aparecieron a pesar de las ocasiones que tuvieron los "colchoneros" para igualar el partido. En cambio, la efectividad sevillista fue decisiva para lograr el quinto título copero de su historia. La copa de los sueños se fue a parar a Sevilla tras una final disputadísima.
Hubo pocas faltas en el partido por parte de los dos equipos, pero el colegiado mostró 5 tarjetas amarillas. Sevilla tuvo 4 amonestados (Kanouté, Renato, Luna y Squillaci), mientras que en el Atlético el único amonestado fue Ujfaluši.

### Detalles del partido
| 19 de mayo de 2010, 21:30 CEST | Atlético Madrid | 0 – 2   | Sevilla                          | Estadio Camp Nou, Barcelona,                                       |                                                                    |
|                                |                 | Reporte | Diego Capel 5' · Jesús Navas 91' | Asistencia: 93.000 espectadores Árbitro(s): Manuel Mejuto Gonzáles | Asistencia: 93.000 espectadores Árbitro(s): Manuel Mejuto Gonzáles |

| 13         | POR        | David de Gea          |     |
| 17         | DEF        | Tomáš Ujfaluši        |     |
| 21         | DEF        | Luis Amaranto Perea   |     |
| 18         | DEF        | Álvaro Domínguez      |     |
| 3          | DEF        | Antonio López         |     |
| 19         | MED        | José Antonio Reyes    |     |
| 12         | MED        | Paulo Assunção        | 59' |
| 5          | MED        | Tiago Mendes          |     |
| 20         | MED        | Simão Sabrosa         | 59' |
| 10         | DEL        | Sergio Agüero         |     |
| 7          | DEL        | Diego Forlán          |     |
| Entrenador | Entrenador | Quique Sánchez Flores |     |

| 1          | POR        | Andrés Palop        |     |
| 24         | DEF        | Abdoulay Konko      |     |
| 4          | DEF        | Sébastien Squillaci |     |
| 14         | DEF        | Julien Escudé       |     |
| 37         | DEF        | Antonio Luna        |     |
| 7          | MED        | Jesús Navas         |     |
| 11         | MED        | Renato              |     |
| 8          | MED        | Didier Zokora       |     |
| 16         | MED        | Diego Capel         | 87' |
| 19         | DEL        | Álvaro Negredo      | 66' |
| 12         | DEL        | Frédéric Kanouté    |     |
| Entrenador | Entrenador | Antonio Álvarez     |     |

| 8 | MED | Raúl García        | 59' |
| 9 | MED | José Manuel Jurado | 59' |

| 22 | MED | Koffi Romaric | 66' |
| 25 | MED | Diego Perotti | 87' |

| Anotado | 5'    | Diego Capel | 0-1 |
| Anotado | 90'+1 | Jesús Navas | 0-2 |

| Amonestado | 69' | Tomáš Ujfaluši |

| Amonestado | 6'  | Renato              |
| Amonestado | 35' | Antonio Luna        |
| Amonestado | 61' | Sébastien Squillaci |
| Amonestado | 83' | Frédéric Kanouté    |

| Árbitro:             | Manuel Mejuto González        |
| Árbitros asistentes: | José Manuel Fernández Miranda |
| Árbitros asistentes: | Raúl Cabañero Martínez        |
| Cuarto árbitro:      | Carlos Clos Gómez             |
| Reporte              |                               |

| 13         | POR        | David de Gea          |     |
| 17         | DEF        | Tomáš Ujfaluši        |     |
| 21         | DEF        | Luis Amaranto Perea   |     |
| 18         | DEF        | Álvaro Domínguez      |     |
| 3          | DEF        | Antonio López         |     |
| 19         | MED        | José Antonio Reyes    |     |
| 12         | MED        | Paulo Assunção        | 59' |
| 5          | MED        | Tiago Mendes          |     |
| 20         | MED        | Simão Sabrosa         | 59' |
| 10         | DEL        | Sergio Agüero         |     |
| 7          | DEL        | Diego Forlán          |     |
| Entrenador | Entrenador | Quique Sánchez Flores |     |

| 1          | POR        | Andrés Palop        |     |
| 24         | DEF        | Abdoulay Konko      |     |
| 4          | DEF        | Sébastien Squillaci |     |
| 14         | DEF        | Julien Escudé       |     |
| 37         | DEF        | Antonio Luna        |     |
| 7          | MED        | Jesús Navas         |     |
| 11         | MED        | Renato              |     |
| 8          | MED        | Didier Zokora       |     |
| 16         | MED        | Diego Capel         | 87' |
| 19         | DEL        | Álvaro Negredo      | 66' |
| 12         | DEL        | Frédéric Kanouté    |     |
| Entrenador | Entrenador | Antonio Álvarez     |     |

| 8 | MED | Raúl García        | 59' |
| 9 | MED | José Manuel Jurado | 59' |

| 22 | MED | Koffi Romaric | 66' |
| 25 | MED | Diego Perotti | 87' |

| Anotado | 5'    | Diego Capel | 0-1 |
| Anotado | 90'+1 | Jesús Navas | 0-2 |

| Amonestado | 69' | Tomáš Ujfaluši |

| Amonestado | 6'  | Renato              |
| Amonestado | 35' | Antonio Luna        |
| Amonestado | 61' | Sébastien Squillaci |
| Amonestado | 83' | Frédéric Kanouté    |

| Árbitro:             | Manuel Mejuto González        |
| Árbitros asistentes: | José Manuel Fernández Miranda |
| Árbitros asistentes: | Raúl Cabañero Martínez        |
| Cuarto árbitro:      | Carlos Clos Gómez             |
| Reporte              |                               |

|            |
|            |
| Campeón    |
| Sevilla    |
| 5.º título |